# Polyosma stenosiphon
Polyosma stenosiphon är en tvåhjärtbladig växtart som beskrevs av Schlechter. Polyosma stenosiphon ingår i släktet Polyosma och familjen Escalloniaceae. Inga underarter finns listade i Catalogue of Life.